# سفارة فرنسا في هايتي
سفارة فرنسا في هايتي هي أرفع تمثيل دبلوماسي لدولة فرنسا لدى هايتي. تقع السفارة في بورت أو برانس وهي تهدف لتعزيز المصالح الفرنسية في هايتي.

## وصلات خارجية
- الموقع الرسمي
- قائمة سفارات فرنسا
- قائمة السفارات في هايتي